# Морлахи

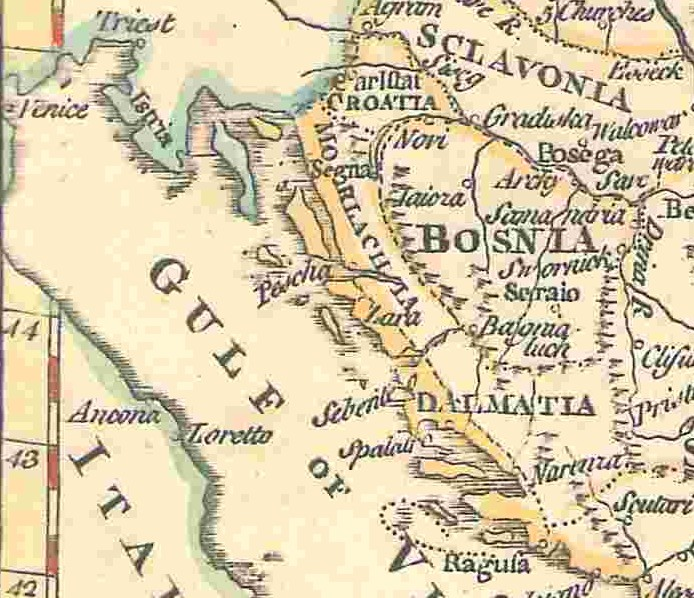
На карты Адриатики в своё время была нанесена область «Морлахия»

Морлахи (также морла́ки, греч. μαυρόβλαχοι — мавро-валахи от греч. μαύρος — чёрный + греч. βλαχος — валах,  кара-валахи, чёрные валахи и др.) — одна из ныне практически исчезнувших этнографических групп восточно-романского происхождения, занимавшая горные регионы на западе Балканского полуострова (современные Босния и Герцеговина, позднее также Хорватия и Черногория, остров Крк).
Этимология экзоэтнонима неясна. По-видимому, это калька с турецкого «кара-валахи», так как чёрный цвет (цвет ночи) ассоциировался у тюрок с севером, а кара-валахи проживали на крайнем северо-западе Османской империи. Со временем подверглись славянизации, внеся вклад в общебалканскую культуру. 
По переписи 1991 года в Хорватии проживало 22 морлаха, хотя в настоящее время термин употребляется чисто географически — для описания выходцев из таких регионов Хорватии как Далмация, Загора и Лика и всей прежней Морлахии. По-видимому, остаточное морлахское происхождение имеют истрорумыны, также находящиеся под угрозой ассимиляции.

## История
В XII веке морлахи перешли хребет Велебит и рассеялись среди славянского населения Далмации, поселившись на землях от Морлацкого канала до р. Нарента и потом достигли даже островов Адриатики. Около 1450 г. группы кара-валахов переправились на остров Крк, поселившись в деревнях Дубашница и Польица в непосредственной близости от родственного далматиноязычного населения, с которым, однако, у полукочевых скотоводов валахов было уже мало общего. Местность с высоким сосредоточением морлахов получила название Морлахия. В Боснии выделялась область Стара Влашка. Много валахов было в области Военная Граница на стыке австро-венгерских и османских земель.

## Культура

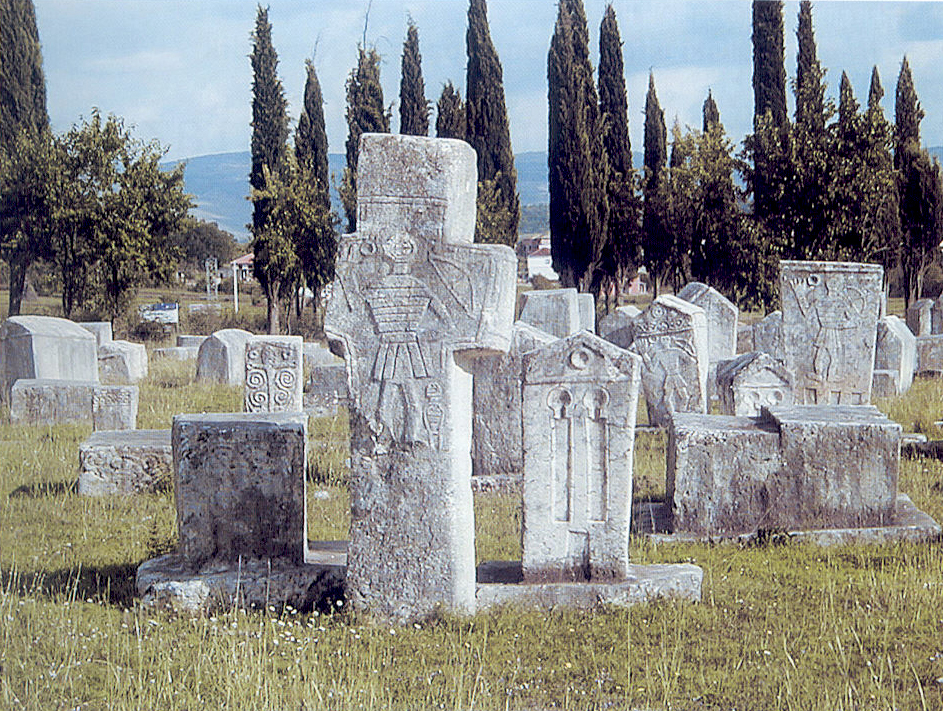
Mонументальные средневековые надгробия морлахов.

Быт морлахов был убог и незатейлив. Вот как описывают его учёные из Виленского университета, посетившие Далмацкие степи (Морлахию) около 1820 года:
Морлах охотно делится последним куском наскоро испечённого хлеба (на его языке называемого фогачем) и готов сопутствовать вам для обороны от убийц и грабителей.
Культура морлахов отличалась значительным славянским влиянием, хотя процесс их полной ассимиляции занял более шести столетий. К примеру, ещё в XVIII столетии Альберто Фортис посетил морлашские деревни и слушал народные баллады морлахов, связанные с турецким захватом региона Косово. Традиционный струнный инструмент морлахов — гусли. Шотландский писатель лорд Бьют, близкий ко двору короля Георга III, собрал песни.